# 塞伯茨 (印第安納州)
塞伯茨（英語：Seyberts）是位於美國印地安納州拉格蘭奇縣的一個非建制地區。該地的面積和人口皆未知。